# 吉洪诺夫正则化
吉洪诺夫正则化得名于安德烈·尼古拉耶维奇·吉洪诺夫，是在自变量高度相关的情景下估计多元回归模型系数的方法。它已被用于许多领域，包括计量经济学、化学和工程学。吉洪诺夫正则化为非适定性问题的正则化中最常见的方法。在統計學中，本方法被称为脊回归回归或岭回归（ridge regression）；在机器学习領域則称为权重衰减或权值衰减（weight decay）。因為有不同的數學家獨立發現此方法，此方法又稱做吉洪诺夫－米勒法（Tikhonov–Miller method）、菲利浦斯－图米法（Phillips–Twomey method）、受限线性反演（constrained linear inversion method），或线性正规化（linear regularization）。此方法亦和用在非线性最小二乘法的莱文伯格-马夸特方法相关。它对于缓解线性回归中的多重共线性问题特别有用，这常见于有大量参数的模型中。总的来说，这种方法提高了参数估计的效率，但也有可容忍的偏差（见偏差-方差权衡）。
该理论于 1970 年由 Hoerl 与 Kennard 发表在《技术计量学》上的文章《岭回归：非正交问题的偏估计》及《岭回归：非正交问题中的应用》中首次提出。这是对脊分析领域进行十年研究的结果。
岭回归是通过创建岭回归估计量（RR）实现的。当线性回归模型具有多重共线（高度相关）的自变量时，岭回归对于最小二乘估计的不精确性是一种可能的解决方案。这提供了更精确的岭参数估计，因为它的方差和均方估计量通常小于先前推导的最小二乘估计量。
当求解超定问题（即 {\displaystyle A_{m\times n}x=b,m>n}）时， 矩阵 {\displaystyle A} 的协方差矩阵 {\displaystyle A^{H}A} 奇异或接近奇异时，利用最小二乘方法求出的结果 {\displaystyle {\hat {x}}_{LS}=(A^{H}A)^{-1}A^{H}b} 会出现发散或对 {\displaystyle x} 不合理的逼近。为了解决这一问题，吉洪诺夫于 1963 年提出了利用正则化项修改最小二乘的代价函数的方法，修改后的代价函数如下：
{\displaystyle J(x)={\frac {1}{2}}(\lVert Ax-b\rVert _{2}^{2}+\lambda \lVert x\rVert _{2}^{2})}
式中 {\displaystyle \lambda \geq 0} 称为正则化参数，这种方法被称为吉洪诺夫正则化。

## 概览
在最简单的情况下，向主对角线添加正元素可以缓解近奇异矩量矩阵 {\displaystyle (\mathbf {X} ^{\mathsf {T}}\mathbf {X} )} 问题，减少条件数。类似于最小二乘估计量，简单岭估计量可定义为
{\displaystyle {\hat {\beta }}_{R}=(\mathbf {X} ^{\mathsf {T}}\mathbf {X} +\lambda \mathbf {I} )^{-1}\mathbf {X} ^{\mathsf {T}}\mathbf {y} }
其中 {\displaystyle \mathbf {y} } 是回归子，{\displaystyle \mathbf {X} } 是设计矩阵，{\displaystyle \mathbf {I} } 是单位矩阵，岭参数 {\displaystyle \lambda \geq 0} 则是矩量矩阵对角线的恒定位移。可以证明这个估计量是约束为 {\displaystyle \beta ^{\mathsf {T}}\beta =c} 的最小二乘问题的解，可表达为拉格朗日形式：
{\displaystyle \min _{\beta }\,(\mathbf {y} -\mathbf {X} \beta )^{\mathsf {T}}(\mathbf {y} -\mathbf {X} \beta )+\lambda (\beta ^{\mathsf {T}}\beta -c)}
其说明，{\displaystyle \lambda } 不过是约束的拉格朗日乘数。通常要根据启发式准则选择 {\displaystyle \lambda }，以便不完全满足约束。特别是在约束 {\displaystyle \lambda =0}，即非约束约束（non-binding constrain），岭估计量退化为普通最小二乘法。下面讨论一种更通用的吉洪诺夫正则化方法。

## 历史
吉洪诺夫正则化是在许多不同背景下独立发明的。安德烈·吉洪诺夫和 David L. Phillips 最早使用了这种方法。有限维情形由采用统计方法的 Arthur E. Hoerl 和 Manus Foster 完成，后者将其解释为克里金法滤子。自 Hoerl 之后，这种方法在统计学文献中被称为岭回归，以沿单位矩阵对角线的形状命名。

## 吉洪诺夫正则化
假设对已知矩阵 {\displaystyle A} 和向量 {\displaystyle \mathbf {b} }，我们希望找到向量 {\displaystyle \mathbf {x} } 使
{\displaystyle A\mathbf {x} =\mathbf {b} .}
标准方法是普通最小二乘法线性回归。但若没有 {\displaystyle \mathbf {x} } 满足方程或超过一个 {\displaystyle \mathbf {x} } 满足（即解不唯一），则待研究问题为不适定问题，普通最小二乘估计会导致方程组过定或欠定。大多数现实世界的现象在前向问题中都具有低通滤性质，其中 {\displaystyle A} 将 {\displaystyle \mathbf {x} } 映射到 {\displaystyle \mathbf {b} }。因此在解决逆问题时，逆映射作为高通滤波器，具有放大噪声的不良趋势（特征值/奇异值在逆映射中最大，在正映射中最小）。此外，普通最小二乘隐式地消除了位于 {\displaystyle A} 的零空间的 {\displaystyle \mathbf {x} } 的重建版本的每个元素，而非允许将模型用作 {\displaystyle \mathbf {x} } 的先验。普通最小二乘寻找最小化残差平方和，可以紧凑地写作
{\displaystyle \|A\mathbf {x} -\mathbf {b} \|_{2}^{2},}
其中 {\displaystyle \|\cdot \|_{2}} 是欧几里得范数。
为优先选择具有所需性质的特定解，可在最小化中包含正则化项：
{\displaystyle \|A\mathbf {x} -\mathbf {b} \|_{2}^{2}+\|\Gamma \mathbf {x} \|_{2}^{2}}
其中吉洪诺夫矩阵 {\displaystyle \Gamma } 需要适当选取，许多时候选为单位矩阵的标量倍数（{\displaystyle \Gamma =\alpha I}），并优先考虑范数较小的解；这叫做 L2 正则化。这之外，若认为基础向量几乎连续，则可使用高通运算（如递推关系式或加权离散傅里叶变换）以实现平滑。这种正则化改进了问题条件，从而实现了直接的数值求解。显式解表示为 {\displaystyle {\hat {x}}}，是这样得到：
{\displaystyle {\hat {x}}=(A^{\top }A+\Gamma ^{\top }\Gamma )^{-1}A^{\top }\mathbf {b} .}
正则化的效果可能因矩阵 {\displaystyle \Gamma } 的尺度而异。若择 {\displaystyle \Gamma =0}，如 {\displaystyle (A^{\top }A)^{-1}} 存在，则简化为非正则化最小二乘解。
除线性回归外，L2 正则化还有许多应用场景，如逻辑斯谛回归或支持向量机分类，以及矩阵分解。

### 广义吉洪诺夫正则化
对于 {\displaystyle x} 和数据误差的多元正态分布，可以应用变量的变换来简化上述情况。等价地，可以寻求最小化 {\displaystyle x}：
{\displaystyle \|Ax-b\|_{P}^{2}+\|x-x_{0}\|_{Q}^{2},}
其中 {\displaystyle \|x\|_{Q}^{2}} 表示加权范数平方 {\displaystyle x^{\top }Qx}（比较马哈拉诺比斯距离）。在贝叶斯解释中，{\displaystyle P} 是 {\displaystyle b} 的逆协方差矩阵；{\displaystyle x_{0}} 是 {\displaystyle x} 的期望；{\displaystyle Q} 是 {\displaystyle x} 的逆协方差矩阵。吉洪诺夫矩阵为矩阵 {\displaystyle Q=\Gamma ^{\top }\Gamma } 的分解（如科列斯基分解），可视作白化变换器。
这个推广问题有最优解 {\displaystyle x^{*}}，可以使用公式显式地写为
{\displaystyle x^{*}=(A^{\top }PA+Q)^{-1}(A^{\top }Pb+Qx_{0}),}
或等效地，当 {\displaystyle Q} 非空：
{\displaystyle x^{*}=x_{0}+(A^{\top }PA+Q)^{-1}(A^{\top }P(b-Ax_{0})).}

## 拉夫连季耶夫正则化
有时可以避免使用 {\displaystyle A^{\top }}，这由米哈伊尔·拉夫连季耶夫指出。例如，若 {\displaystyle A} 是对称正定矩阵，即 {\displaystyle A=A^{\top }>0}，则其逆 {\displaystyle A^{-1}} 可以用来在广义吉洪诺夫正则化中构造加权范数平方 {\displaystyle \|x\|_{P}^{2}=x^{\top }A^{-1}x}，则有最小化
{\displaystyle \|Ax-b\|_{A^{-1}}^{2}+\|x-x_{0}\|_{Q}^{2}}
或等价地由常数项，
{\displaystyle x^{\top }(A+Q)x-2x^{\top }(b+Qx_{0})}.
该最小化问题有最优解 {\displaystyle x^{*}}，可以紧凑地写作公式
{\displaystyle x^{*}=(A+Q)^{-1}(b+Qx_{0})},
是广义吉洪诺夫问题的解，其中 {\displaystyle A=A^{\top }=P^{-1}}。
拉夫连季耶夫正则化对原吉洪诺夫正则化有利，因为拉夫连季耶夫矩阵 {\displaystyle A+Q} 的条件数比吉洪诺夫矩阵 {\displaystyle A^{\top }A+\Gamma ^{\top }\Gamma } 小。

## 希尔伯特空间中的正则化
典型的离散线性非适定问题由积分方程的离散化引起，可以在原始的无穷维背景中实现吉洪诺夫正则化。上面，我们可以将 {\displaystyle A} 解释为希尔伯特空间上的紧算子，{\displaystyle x}、{\displaystyle b} 为 {\displaystyle A} 的域与范围上的元素。{\displaystyle A^{*}A+\Gamma ^{\top }\Gamma } 是自伴随有界可逆运算。

## 与奇异值分解和维纳滤波器的关系
有 {\displaystyle \Gamma =\alpha I} 这个最小二乘解可用奇异值分解以特殊的方式分析。给定奇异值分解
{\displaystyle A=U\Sigma V^{\top }}
，奇异值 {\displaystyle \sigma _{i}}，则吉洪诺夫正则解可表为
{\displaystyle {\hat {x}}=VDU^{\top }b,}
其中 {\displaystyle D} 的对角值为
{\displaystyle D_{ii}={\frac {\sigma _{i}}{\sigma _{i}^{2}+\alpha ^{2}}}}
其余地方都是 0。这表明吉洪诺夫参数对正则化问题条件数的影响。对于广义情况，可以使用广义奇异值分解推导出类似的表示。
最后，其与维纳滤波有关：
{\displaystyle {\hat {x}}=\sum _{i=1}^{q}f_{i}{\frac {u_{i}^{\top }b}{\sigma _{i}}}v_{i},}
其中维纳权为 {\displaystyle f_{i}={\frac {\sigma _{i}^{2}}{\sigma _{i}^{2}+\alpha ^{2}}}}；{\displaystyle q} 是 {\displaystyle A} 的秩。

## 确定吉洪诺夫因子
最佳正则化参数 {\displaystyle \alpha } 一般未知，在实践中常常临时确定。一种可能的方法依赖于下面描述的贝叶斯解释。其他方法包括偏差原理、交叉验证、L 曲线法、约束最大似然法和无偏预测风险估计。Grace Wahba 证明，这种最优参数用留一交叉验证最小
{\displaystyle G={\frac {\operatorname {RSS} }{\tau ^{2}}}={\frac {\|X{\hat {\beta }}-y\|^{2}}{[\operatorname {Tr} (I-X(X^{T}X+\alpha ^{2}I)^{-1}X^{T})]^{2}}},}
其中 {\displaystyle \operatorname {RSS} } 是残差平方和，{\displaystyle \tau } 是自由度。
用前面的 SVD 分解，可以简化上述表达式：
{\displaystyle \operatorname {RSS} =\left\|y-\sum _{i=1}^{q}(u_{i}'b)u_{i}\right\|^{2}+\left\|\sum _{i=1}^{q}{\frac {\alpha ^{2}}{\sigma _{i}^{2}+\alpha ^{2}}}(u_{i}'b)u_{i}\right\|^{2},}
{\displaystyle \operatorname {RSS} =\operatorname {RSS} _{0}+\left\|\sum _{i=1}^{q}{\frac {\alpha ^{2}}{\sigma _{i}^{2}+\alpha ^{2}}}(u_{i}'b)u_{i}\right\|^{2},}
；
{\displaystyle \tau =m-\sum _{i=1}^{q}{\frac {\sigma _{i}^{2}}{\sigma _{i}^{2}+\alpha ^{2}}}=m-q+\sum _{i=1}^{q}{\frac {\alpha ^{2}}{\sigma _{i}^{2}+\alpha ^{2}}}.}

## 与概率表述的关系
逆问题的概率公式引入了（当所有不确定量都为正态量时）表示模型参数先验不确定性的协方差矩阵 {\displaystyle C_{M}}，以及表示观测参数不确定性的协方差矩阵 {\displaystyle C_{D}}。当它们都是对角各向同性矩阵（{\displaystyle C_{M}=\sigma _{M}^{2}I}），且 {\displaystyle C_{D}=\sigma _{D}^{2}I}，则逆理论方程简化为上述方程，且 {\displaystyle \alpha ={\sigma _{D}}/{\sigma _{M}}}。

## 贝叶斯解释
虽然选择这个正则化问题的解可能看起来是人为的，而且矩阵 {\displaystyle \Gamma } 似乎相当武断，但从贝叶斯的角度来看，这个过程是合理的。注意，不适定问题必须引入额外假设才能得到唯一解。在统计学中，{\displaystyle x} 的先验分布有时被认为是多元正态分布。为简单起见，此处做出以下假设：均值为零；组分独立；组分标准差均为 {\displaystyle \sigma _{x}}。数据也受误差影响，并且假设 {\displaystyle b} 中的误差独立，均值为零，标准差为 {\displaystyle \sigma _{b}}。在这些假设下，根据贝叶斯定理，吉洪诺夫正则化解是给定数据和 {\displaystyle x} 的先验分布的最可能的解。
若正态性假设被同方差和无关误差假设代替，且若假设均值仍是零，则高斯-马尔可夫定理意味着解是最小无偏线性估计量。

## 阅读更多
- Gruber, Marvin. . Boca Raton: CRC Press. 1998  [2023-09-24]. ISBN 0-8247-0156-9. （原始内容存档于2022-10-17）.
- Kress, Rainer. . . New York: Springer. 1998: 86–90  [2023-09-24]. ISBN 0-387-98408-9. （原始内容存档于2022-10-17）.
- Press, W. H.; Teukolsky, S. A.; Vetterling, W. T.; Flannery, B. P. .  3rd. New York: Cambridge University Press. 2007  [2023-09-24]. ISBN 978-0-521-88068-8. （原始内容存档于2011-08-11）.
- Saleh, A. K. Md. Ehsanes; Arashi, Mohammad; Kibria, B. M. Golam. . New York: John Wiley & Sons. 2019  [2023-09-24]. ISBN 978-1-118-64461-4. （原始内容存档于2022-10-21）.
- Taddy, Matt. . . New York: McGraw-Hill. 2019: 69–104  [2023-09-24]. ISBN 978-1-260-45277-8. （原始内容存档于2022-10-17）.